# Cho Soo-hyang
Cho Soo-hyang (21 de enero de 1991) es una actriz surcoreana. 

## Biografía
Comenzó a salir con el actor surcoreano Park Hyuk-kwon, sin embargo en diciembre de 2019 se anunció que después de dos años la pareja había terminado.

## Carrera
Es conocida por su actuación en el drama Who Are You: School 2015 (2015).
En septiembre de 2019 se unió al elenco recurrente de la serie The Tale of Nokdu, donde interpretó a Baek Seol-gi, un miembro del "Muwoldan", hasta el final de la serie en noviembre del mismo año.

## Filmografía

### Cine
| Año  | Título                          | Rol           | Notas   |
| ---- | ------------------------------- | ------------- | ------- |
| 2006 | See You After School            |               |         |
| 2009 | Men without Women               | Bo-young      |         |
| 2013 | Breathe Me (short film)         |               |         |
| 2015 | Coin Locker Girl                |               |         |
| 2015 | Wild Flowers                    | Soo-hyang     |         |
| 2015 | The Priests                     | Agnes         |         |
| 2015 | We Will Be Ok                   |               | (cameo) |
| 2016 | Kissing Cousin                  | Ye Ji         |         |
| 2017 | Snowy Road                      | Jang Eun-soo  |         |
| 2017 | Coffee Noir: Black Brown        |               |         |
| 2018 | The Princess and the Matchmaker |               |         |
| 2018 | Microhabitat                    | Min-ji        |         |
| 2020 | An Honest Candidate             |               |         |
| 2022 | A Twisted House                 | Lee Eun-young | [ 7 ]   |

### Series de televisión
| Año  | Título                                              | Papel          | Red  | Ref.        |
| ---- | --------------------------------------------------- | -------------- | ---- | ----------- |
| 2015 | Snowy Road                                          | Jang Eun-soo   | KBS1 |             |
| 2015 | Who Are You: School 2015                            | Kang So-young  | KBS2 |             |
| 2015 | Drama Special "What is the Ghost Doing?"            | Cha Moo-rim    | KBS2 |             |
| 2016 | Weightlifting Fairy Kim Bok-Joo                     | Soo-bin        | MBC  |             |
| 2017 | Three Color Fantasy – Romance Full of Life          | Wang So-ra     | MBC  |             |
| 2017 | Duel                                                | Park Seo-jin   | OCN  |             |
| 2017 | Drama Stage – Assistant Manager Park's Private Life | Lee Yoo-rin    | tvN  |             |
| 2019 | The Tale of Nokdu                                   | Baek Seol-gi   | KBS2 |             |
| 2022 | Love All Play                                       | Lee Young-shim | KBS2 | [ 8 ] [ 9 ] |
| 2022 | Love Is for Suckers                                 | Kang Chae-ri   | ENA  | [ 10 ]      |